# 李英華 (羽毛球運動員)
李英華（1960年3月7日—），印尼前女子羽球運動員，為1970年代末期至1980年代末期的世界級選手。

## 生涯
1980年世界羽毛球錦標賽在雅加達舉行時，李英華在女子單打半決賽中擊敗上屆冠軍丹麥選手麗娜·科彭，但隨後在決賽輸給隊友維拉華蒂·維哈爾喬而獲得銀牌。她先後贏得1982年的台灣公開賽、1983年的印尼公開賽及東南亞運動會、1984年的台北名人賽邀請賽。在1984年世界羽毛球大奖赛总决赛中，她敗給中國的傑出選手韓愛萍而獲得亞軍。
雖然她原本主攻單打，後來也在其他項目出人頭地。在混合雙打方面，她曾經贏得亞洲運動會（1982）、羽毛球世界盃（1983）、印尼公開賽（1983、1984），以及美國公開賽 (1988)，其搭檔均為紀明發。而在女子雙打方面，她曾經贏得印尼公開賽兩次（1986、1987）、首屆中國公開賽（1986），並獲得世界羽毛球大奖赛总决赛亞軍（1986）。
她曾代表印尼國家羽毛球隊參加過4次優霸盃（女子世界團體賽），其中3次（1978、1981、1986）獲得亞軍。
她外形亮麗而且頗受歡迎，退役擔任羽毛球評論員。